# Windemere (Texas)
Windemere es un lugar designado por el censo ubicado en el condado de Travis en el estado estadounidense de Texas. En el Censo de 2010 tenía una población de 1037 habitantes y una densidad poblacional de 754,03 personas por km².

## Geografía
Windemere se encuentra ubicado en las coordenadas 30°27′31″N 97°39′45″O / 30.45861, -97.66250. Según la Oficina del Censo de los Estados Unidos, Windemere tiene una superficie total de 1.38 km², de la cual 1.38 km² corresponden a tierra firme y (0%) 0 km² es agua.

## Demografía
Según el censo de 2010, había 1037 personas residiendo en Windemere. La densidad de población era de 754,03 hab./km². De los 1037 habitantes, Windemere estaba compuesto por el 53.33% blancos, el 21.79% eran afroamericanos, el 0.29% eran amerindios, el 4.44% eran asiáticos, el 0% eran isleños del Pacífico, el 14.08% eran de otras razas y el 6.08% pertenecían a dos o más razas. Del total de la población el 34.52% eran hispanos o latinos de cualquier raza.